# Кратки мач
Кратки мач, исто једноручни мач, је дефиниција за мача са дужином сечива од 40 до 80 cm, понекад и метар.
Мада се у једноручне мачеве понекад броје и дуги мачеви са сечивом дужим од горенаведене класификације, јер се воде једном руком, на пример сабља или спата, назив је ипак постао синоним за кратке мачеве као што су римски гладиус или јапански вакизаши. 
Предност кратког мача је у штедњи материјала пошто је мање гвожђа и челика потребно за ковање мача, и у тесном и уском терену као нпр. у једној соби или густој шуми у вези баратањем мача. На отвореном пољу кратки мачеви били су у јасном недостатку у односу на дуге мачеве, пре свега због домета са мачем.